# Nekrolog 4. Quartal 1916
Nekrolog
◄◄
| ◄
| 1912
| 1913
| 1914
| 1915
| 1916 | 1917 | 1918 | 1919 | 1920 | ► | ►►
1. Quartal |
2. Quartal |
3. Quartal |
4. Quartal 1916
Weitere Ereignisse | Allgemeiner Nekrolog 1916
Die Beschreibung der verstorbenen Person sollte so kurz wie möglich gehalten sein und nur deren signifikante Tätigkeit(en) enthalten.
Neue Namen ggf. auch unter dem Geburts- und Sterbedatum, also etwa unter 1. Januar und im Geburts- und Sterbejahr (2024) eintragen (nur bei entsprechender großer Wichtigkeit). Für Beispiele siehe die schon vorhandenen Artikel.
Außerdem über die fünf zuletzt Verstorbenen, zu denen es einen ausreichend guten Artikel für eine Präsentation auf der Hauptseite gibt, nach der todesbedingten Überarbeitung der Artikel ggf. auch unter Wikipedia Diskussion:Hauptseite informieren und sie am besten auch in den anderen Wikipedia-Sprachversionen eintragen. Tipp: Regelmäßig bei news.google.de nach „ist tot“, „gestorben“ oder „verstorben“ suchen.
Wenn eine Person gestorben ist, gibt es viele Seiten zu dieser Person in der Wikipedia, die davon auch betroffen sind und entsprechend aktualisiert werden müssen. Beispiele: Namenübersichtsseite, Geburtsjahr, Geburtsort-Seiten und viele mehr.
Wie finde ich die betroffenen Seiten?
Im Suchfeld auf der linken Seite gibt man den Suchbegriff so ein: „Vorname Nachname“. Dann klickt man auf Volltext und alle Seiten mit entsprechendem Suchtext werden aufgerufen. Hier sieht man dann schnell, wo auch das Todesjahr Sinn macht oder sogar ein Teil des Artikels angepasst werden muss. Auch hilft das „Werkzeug“ auf der linken Seite sehr gut, um solche Seiten aufzufinden: „Links auf diese Seite“. Somit ist die Wikipedia wieder aktuell in allen Bereichen! Hinweis: bei Eintragung der Kategorie „Gestorben JAHR“ wird der Missbrauchsfilter 49 ausgelöst, was jedoch nicht schlimm ist. Siehe: Spezial:Missbrauchsfilter/49
Dies ist eine Liste von im vierten Quartal 1916 verstorbenen bekannten Persönlichkeiten. Die Einträge erfolgen innerhalb der einzelnen Daten alphabetisch sortiert. Tiere sind im Nekrolog für Tiere zu finden.

## Oktober
| Tag         | Name                               | Beruf, bekannt als                                                                                    | Alter | Beleg |
| ----------- | ---------------------------------- | --- | ----- | ----- |
| 1. Oktober  | James Paul Clarke                  | US-amerikanischer Politiker                                                                           | 62    |       |
| 1. Oktober  | Emil Deckert                       | deutscher Geograph                                                                                    | 68    |       |
| 1. Oktober  | Jakob Grün                         | ungarischer Violinist                                                                                 | 79    |       |
| 1. Oktober  | Ambroz Haračić                     | Botaniker auf Lošinj (heute zu Kroatien)                                                              | 60    |       |
| 1. Oktober  | Theodor von Kathrein               | österreichischer Politiker und Landeshauptmann von Tirol                                              | 74    |       |
| 1. Oktober  | Georges Martin                     | französischer Arzt und Politiker (Senator und Generalrat)                                             | 72    |       |
| 1. Oktober  | Béla Pap                           | ungarischer Feldmarschallleutnant und Landesverteidigungsminister                                     | 71    |       |
| 1. Oktober  | Maria Pereira                      | österreichische Schriftstellerin                                                                      | 40    |       |
| 2. Oktober  | Edward S. Lacey                    | US-amerikanischer Politiker                                                                           | 80    |       |
| 2. Oktober  | Otto Zacharias                     | deutscher Zoologe, Planktonforscher, Journalist                                                       | 70    |       |
| 3. Oktober  | Vincenz Czerny                     | deutscher Chirurg und Hochschullehrer                                                                 | 73    |       |
| 3. Oktober  | Ludwig von Gerngros                | deutscher Kaufmann und Mäzen                                                                          | 77    |       |
| 3. Oktober  | Otto von Lauenstein                | preußischer Offizier, zuletzt Generalleutnant und Führer des XXXIX. Reserve-Korps im Ersten Weltkrieg | 59    |       |
| 3. Oktober  | Richard Spiers                     | britischer Architekt und Aquarellmaler                                                                | 78    |       |
| 3. Oktober  | Curt A. Stark                      | deutscher Schauspieler und Filmregisseur                                                              | 36    |       |
| 4. Oktober  | Auguste Baison                     | deutsche Theaterschauspielerin                                                                        | 70    |       |
| 4. Oktober  | Katharina von Escherich            | österreichische Komponistin                                                                           | 60    |       |
| 4. Oktober  | Konrad Finck von Finckenstein      | deutscher Adliger, Majoratsbesitzer und Politiker, MdR                                                | 56    |       |
| 4. Oktober  | William Warner                     | US-amerikanischer Politiker                                                                           | 76    |       |
| 5. Oktober  | Gudench Barblan                    | Schweizer Lehrer, Publizist und Sammler von Kulturgut                                                 | 56    |       |
| 5. Oktober  | Georg von Orterer                  | deutscher Politiker (Zentrum), MdR                                                                    | 66    |       |
| 6. Oktober  | Emma Adenauer                      | erste Ehefrau Konrad Adenauers                                                                        | 36    |       |
| 6. Oktober  | Jakob Pärn                         | estnischer Schriftsteller und Pädagoge                                                                | 72    |       |
| 6. Oktober  | Théodore Turrettini                | Schweizer Elektrotechniker und Politiker                                                              | 71    |       |
| 6. Oktober  | Marie Wieck                        | deutsche Pianistin und Sängerin                                                                       | 84    |       |
| 7. Oktober  | Elvine de La Tour                  | Gründerin der Evangelischen Stiftung de La Tour in Treffen am Ossiacher See                           | 74    |       |
| 8. Oktober  | Ernst Altman                       | deutscher Schachkomponist                                                                             |       |       |
| 8. Oktober  | Daniel Kerr                        | US-amerikanischer Politiker                                                                           | 80    |       |
| 8. Oktober  | Hermann Lang                       | deutscher Bildhauer und Medailleur                                                                    | 60    |       |
| 9. Oktober  | Dora Duncker                       | deutsche Schriftstellerin                                                                             | 61    |       |
| 9. Oktober  | John S. Henderson                  | US-amerikanischer Politiker                                                                           | 70    |       |
| 9. Oktober  | Julius Wiesner                     | österreichischer Botaniker                                                                            | 78    |       |
| 10. Oktober | Hope Bridges Adams Lehmann         | Frauenrechtlerin und erste praktische Ärztin und Frauenärztin Münchens                                | 60    |       |
| 10. Oktober | Antonio Sant’Elia                  | italienischer Architekt                                                                               | 28    |       |
| 10. Oktober | Leonhard Seyboth                   | deutscher Fabrikant und Politiker (FVp), MdR                                                          | 74    |       |
| 11. Oktober | Levi L. Conant                     | US-amerikanischer Mathematiker                                                                        | 59    |       |
| 11. Oktober | Johannes Oertel                    | deutscher Politiker                                                                                   | 76    |       |
| 11. Oktober | Otto                               | König von Bayern                                                                                      | 68    |       |
| 11. Oktober | J. Smith Young                     | US-amerikanischer Politiker                                                                           | 81    |       |
| 12. Oktober | Gabino Ezeiza                      | argentinischer Musiker, Komponist und Poet                                                            | 58    |       |
| 12. Oktober | Karl Wagner                        | Schweizer Politiker                                                                                   | 77    |       |
| 12. Oktober | Paul Weber                         | deutscher Landschafts- und Porträtmaler                                                               | 93    |       |
| 13. Oktober | Wilhelm Müller                     | deutscher Ethnograph und Expeditionsreisender                                                         | 35    |       |
| 14. Oktober | Otto von der Decken                | deutscher Politiker (DHP), MdR                                                                        | 76    |       |
| 14. Oktober | Adolf Hofrichter                   | deutscher Politiker (SPD), MdR                                                                        | 59    |       |
| 14. Oktober | Henry Miller                       | deutsch-amerikanischer Viehzüchter                                                                    | 89    |       |
| 14. Oktober | Arvid Friedrich Taube von Odenkat  | schwedischer Graf, Diplomat und Politiker                                                             | 63    |       |
| 15. Oktober | Karl Marbach                       | Weihbischof in Straßburg                                                                              | 74    |       |
| 17. Oktober | Silvio Pettirossi                  | paraguayischer Pilot und Luftfahrtpionier                                                             | 29    |       |
| 18. Oktober | Otto Dammer                        | deutscher Chemiker, Journalist und Politiker                                                          | 77    |       |
| 18. Oktober | Ignacio Pinazo                     | spanischer Maler                                                                                      | 67    |       |
| 19. Oktober | Otto Borngräber                    | deutscher Schriftsteller                                                                              | 41    |       |
| 19. Oktober | Ioannis Frangoudis                 | griechischer Sportschütze                                                                             |       |       |
| 19. Oktober | Ernst Löbe                         | deutscher Jurist und sächsischer Staatsbeamter                                                        | 79    |       |
| 20. Oktober | Josef Barth                        | Südtiroler Fassmaler und Vergolder                                                                    | 74    |       |
| 20. Oktober | Johannes von Belser                | deutscher katholischer Theologe                                                                       | 65    |       |
| 20. Oktober | Fritz Boehle                       | deutscher Maler, Zeichner und Bildhauer                                                               | 43    |       |
| 20. Oktober | Thomas M. Ferrell                  | US-amerikanischer Politiker                                                                           | 72    |       |
| 20. Oktober | Franz Klüsner                      | methodistischer Prediger                                                                              | 78    |       |
| 20. Oktober | Otto Polak                         | österreichischer Anwalt, Landwirt und Abgeordneter                                                    | 77    |       |
| 20. Oktober | Ferdinand Schauss                  | deutscher Porträt- und Genremaler                                                                     | 83    |       |
| 21. Oktober | Richard Brausewetter               | preußischer Offizier und Schriftsteller                                                               | 50    |       |
| 21. Oktober | Raphaël Collin                     | französischer Maler und Illustrator                                                                   | 66    |       |
| 21. Oktober | Gustav Theodor Fischer             | deutscher Theaterschauspieler und Regisseur                                                           |       |       |
| 21. Oktober | Franz Mohaupt                      | böhmischer Komponist, Pädagoge und Autor                                                              | 62    |       |
| 21. Oktober | Karl Stürgkh                       | österreichischer Politiker und Ministerpräsident                                                      | 56    |       |
| 22. Oktober | Arnold Woldemar von Frege-Weltzien | deutscher Rittergutsbesitzer und Politiker, MdR, MdL (Königreich Sachsen)                             | 69    |       |
| 22. Oktober | Herbert Kilpin                     | englischer Fußballspieler und -trainer                                                                | 46    |       |
| 22. Oktober | Blandina Ridder                    | deutsche Krankenpflegerin und Ordensschwester der Cellitinnen                                         | 45    |       |
| 22. Oktober | Ion G. Sbiera                      | rumänischer Ethnologe, Literaturwissenschaftler, Romanist und Rumänist                                | 79    |       |
| 23. Oktober | Thomas Hurley Brents               | US-amerikanischer Politiker                                                                           | 75    |       |
| 23. Oktober | Hans Dolge                         | deutscher Fußballspieler                                                                              |       |       |
| 23. Oktober | Richard Förtsch                    | Senatspräsident am Reichsgericht                                                                      | 79    |       |
| 23. Oktober | Alexander von Stiegler             | preußischer Gutsbesitzer und Politiker                                                                | 59    |       |
| 25. Oktober | William Merritt Chase              | US-amerikanischer Maler                                                                               | 66    |       |
| 25. Oktober | Giulio Cottrau                     | italienischer Komponist                                                                               | 84    |       |
| 25. Oktober | Louise Kachel-Bender               | deutsche Theaterschauspielerin                                                                        | 68    |       |
| 25. Oktober | Hans Kurella                       | deutscher Psychiater und Oberarzt an der Provinzial-Irren-Anstalt Brieg                               | 58    |       |
| 25. Oktober | Papus                              | französischer Okkultist und Esoteriker                                                                | 51    |       |
| 27. Oktober | Bonifaz Locher                     | Historienmaler; Maler; Porträtmaler; Freskant; Wandmaler                                              | 57    |       |
| 28. Oktober | Cleveland Abbe                     | US-amerikanischer Astronom und erster Meteorologe                                                     | 77    |       |
| 28. Oktober | Oswald Boelcke                     | deutscher Jagdflieger im Ersten Weltkrieg                                                             | 25    |       |
| 28. Oktober | Hermann Brunnhofer                 | Schweizer Philologe und Orientalist                                                                   | 75    |       |
| 28. Oktober | Rudolf Haas                        | deutscher Unternehmer und Besitzer der Neuhoffnungshütte bei Sinn                                     | 72    |       |
| 29. Oktober | John Sebastian Little              | US-amerikanischer Politiker, Gouverneur von Arkansas                                                  | 65    |       |
| 29. Oktober | Franz Müller-Lyer                  | deutscher Psychiater, Soziologe und Schriftsteller                                                    | 59    |       |
| 29. Oktober | Johannes von Saurma                | deutscher Gutsbesitzer und Politiker                                                                  | 64    |       |
| 30. Oktober | Julius Fischer                     | deutscher Bergbaukundler, Hochschullehrer und Akademiedirektor                                        | 60    |       |
| 30. Oktober | Peter McCormick                    | australischer Liedermacher und Schullehrer                                                            | 83    |       |
| 30. Oktober | Julius Stettenheim                 | deutscher Schriftsteller                                                                              | 84    |       |
| 31. Oktober | Tina Blau                          | österreichische Malerin                                                                               | 70    |       |
| 31. Oktober | Charles Taze Russell               | amerikanischer Verleger, Herausgeber und Autor, Mitbegründer einer religiösen Bewegung                | 64    |       |
|             | Bagher Khan                        | Militärführer der konstitutionellen Bewegung                                                          |       |       |

## November
| Tag          | Name                              | Beruf, bekannt als                                                                   | Alter | Beleg |
| ------------ | --------------------------------- | ------------------------------------------------------------------------------------ | ----- | ----- |
| 1. November  | David W. Finney                   | US-amerikanischer Politiker                                                          | 77    |       |
| 1. November  | Edgar Alexander Mearns            | US-amerikanischer Ornithologe und Naturforscher                                      | 60    |       |
| 1. November  | Fritz Rauch                       | deutscher Apotheker und Botaniker                                                    | 49    |       |
| 1. November  | Franz von Thun und Hohenstein     | österreichischer Politiker                                                           | 69    |       |
| 1. November  | Gustav Tweer                      | deutscher Flugpionier                                                                | 23    |       |
| 2. November  | Louis Coulon                      | französischer Bartträger                                                             | 90    |       |
| 3. November  | Ernest Frederick Abbott           | britischer Unternehmer und Komponist                                                 | 72    |       |
| 3. November  | Karl F. H. Stadtländer            | deutscher Jurist, Politiker, MdBB, Senator und Bürgermeister Bremens (1912 und 1914) | 71    |       |
| 4. November  | David Gempeler                    | Schweizer Lehrer, Schriftsteller und Heimatforscher                                  | 88    |       |
| 5. November  | Francesco Salesio Della Volpe     | katholischer Theologe und Kardinal                                                   | 71    |       |
| 5. November  | Friedrich Entholt                 | deutscher Pädagoge                                                                   | 92    |       |
| 6. November  | Adolph Franz                      | deutscher Theologe, Redakteur und Politiker (Zentrum), MdR                           | 73    |       |
| 6. November  | Émile Friol                       | französischer Radrennfahrer                                                          | 35    |       |
| 7. November  | Silas Reynolds Barton             | US-amerikanischer Politiker                                                          | 44    |       |
| 7. November  | Marie Heim-Vögtlin                | erste Schweizer Ärztin                                                               | 71    |       |
| 7. November  | Ferdinand von Jäger               | fränkischer Jurist                                                                   | 77    |       |
| 8. November  | Heinrich von Bayern               | Prinz von Bayern                                                                     | 32    |       |
| 8. November  | Cai E                             | chinesischer Revolutionär                                                            | 33    |       |
| 8. November  | Ernst Möller                      | deutscher Fußballspieler                                                             | 25    |       |
| 8. November  | Frederic Woodman Root             | US-amerikanischer Komponist und Gesangslehrer                                        | 70    |       |
| 9. November  | Ludwig Bruns                      | deutscher Neurologe                                                                  | 58    |       |
| 10. November | Max Kämper                        | deutscher Ingenieur                                                                  | 36    |       |
| 10. November | Walter Sutton                     | US-amerikanischer Genetiker                                                          | 39    |       |
| 10. November | Melchior de Vogüé                 | französischer Diplomat und Archäologe                                                | 87    |       |
| 11. November | Francisco António da Veiga Beirão | portugiesischer Politiker aus der Zeit der konstitutionellen Monarchie in Portugal   | 75    |       |
| 12. November | Bruno Garlepp                     | deutscher Schriftsteller, Maler und Komponist                                        | 71    |       |
| 12. November | Percival Lowell                   | US-amerikanischer Astronom                                                           | 61    |       |
| 12. November | Josef Georg Németh                | ungarischer katholischer Theologe; Weihbischof in Szeged-Csanád                      | 85    |       |
| 13. November | Frederick Septimus Kelly          | britischer Komponist und Ruderer                                                     | 35    |       |
| 13. November | Patrick Slavin                    | schottischer Fußballspieler                                                          | 39    |       |
| 14. November | Emil Cathrein                     | Schweizer Hoteldirektor und Politiker                                                | 69    |       |
| 14. November | Henry George junior               | US-amerikanischer Politiker                                                          | 54    |       |
| 14. November | Kurt von Gersdorff                | deutscher Verwaltungsbeamter, Landrat von Wittgenstein                               | 58    |       |
| 14. November | Theodor von Gimborn               | deutscher Ingenieur und Industrieller                                                | 76    |       |
| 14. November | Hector Hugh Munro                 | englischer Schriftsteller und Satiriker                                              | 45    |       |
| 15. November | Hermann Bosch                     | deutscher Fußballnationalspieler                                                     | 25    |       |
| 15. November | William H. Brawley                | US-amerikanischer Jurist und Politiker                                               | 75    |       |
| 15. November | Luis Muñoz Rivera                 | puerto-ricanischer Dichter, Journalist und Politiker                                 | 57    |       |
| 15. November | Charles Rudd                      | britischer Gold- und Diamantenmagnat                                                 | 72    |       |
| 15. November | Henryk Sienkiewicz                | polnischer Schriftsteller und Nobelpreisträger für Literatur 1905                    | 70    |       |
| 15. November | Heinrich von Tschirschky          | deutscher Diplomat und Staatssekretär im Auswärtigen Amt des Deutschen Reiches       | 58    |       |
| 15. November | František Ženíšek                 | tschechischer Historien- und Porträtmaler sowie Hochschullehrer                      | 67    |       |
| 16. November | Richard Franz Friedrich           | deutscher Werksbaumeister                                                            | 68    |       |
| 17. November | Alois Josef Ruckert               | deutscher Lehrer und Schriftsteller                                                  | 70    |       |
| 18. November | Alfred Chiodera                   | Schweizer Architekt                                                                  | 66    |       |
| 19. November | Theodore E. Hancock               | US-amerikanischer Jurist und Politiker                                               | 69    |       |
| 19. November | Robert Emmett Lee                 | US-amerikanischer Politiker                                                          | 48    |       |
| 20. November | James Guillaume                   | Schweizer Anarchist                                                                  | 72    |       |
| 20. November | Christian Hämmerle                | deutscher Oberamtsbaumeister                                                         | 73    |       |
| 20. November | Hermann Pemsel                    | deutscher Jurist und Unternehmer                                                     | 74    |       |
| 20. November | Walter Prüschenk von Lindenhofen  | deutscher Jurist und Politiker, MdR                                                  | 58    |       |
| 21. November | Hermann Frank                     | deutscher Orientalist und Diplomat                                                   | 63    |       |
| 21. November | Franz Joseph I.                   | Kaiser von Österreich und König von Ungarn                                           | 86    |       |
| 21. November | Georges Trouillot                 | französischer Politiker                                                              | 65    |       |
| 22. November | Charles Herbert Joyce             | US-amerikanischer Politiker                                                          | 86    |       |
| 22. November | Stefan Kirmaier                   | Soldat und Fliegerass                                                                | 27    |       |
| 22. November | Jack London                       | US-amerikanischer Schriftsteller und Journalist                                      | 40    |       |
| 23. November | Charles Booth                     | britischer Philanthrop und Sozialforscher                                            | 76    |       |
| 23. November | Ernst Gaupp                       | deutscher Anatom                                                                     | 51    |       |
| 23. November | Lanoe Hawker                      | britischer Militärpilot im Ersten Weltkrieg                                          | 25    |       |
| 23. November | Johann Kohler                     | österreichischer Lehrer, Maler und Politiker                                         | 77    |       |
| 23. November | Eduard Nápravník                  | russischer Komponist und Dirigent tschechischer Herkunft                             | 77    |       |
| 24. November | Adelheid Marie von Anhalt-Dessau  | Prinzessin von Anhalt-Dessau und durch Heirat Großherzogin von Luxemburg             | 82    |       |
| 24. November | Joseph Hancock                    | britischer Schiffssteward und Expeditionsteilnehmer                                  | 38    |       |
| 24. November | Hiram Maxim                       | britischer Erfinder                                                                  | 76    |       |
| 25. November | Adolf Kaufmann                    | österreichischer Landschafts- und Marinemaler                                        | 68    |       |
| 25. November | Inez Milholland                   | US-amerikanische Suffragette, Kriegsberichterstatterin und Anwältin für Arbeitsrecht | 30    |       |
| 25. November | Paul Wilhelm                      | österreichischer Journalist und Schriftsteller                                       | 43    |       |
| 25. November | Eduard Züblin                     | Bauingenieur und Bauunternehmer                                                      | 66    |       |
| 26. November | Adolf Varrentrapp                 | deutscher Stadtrat und Bürgermeister                                                 | 72    |       |
| 27. November | James Cutler Dunn Parker          | US-amerikanischer Komponist                                                          | 88    |       |
| 27. November | Nikolai Karlowitsch Reitzenstein  | russischer Marineoffizier, zuletzt Admiral                                           | 62    |       |
| 27. November | Max von Uthmann                   | deutscher Verwaltungsbeamter                                                         | 63    |       |
| 27. November | Émile Verhaeren                   | belgischer Dichter                                                                   | 61    |       |
| 28. November | Sylvia Glowacki                   | österreichische Frauenrechtlerin                                                     | 48    |       |
| 28. November | Rudolf von Minckwitz              | preußischer Offizier, zuletzt General der Infanterie                                 | 89    |       |
| 28. November | Marthinus Theunis Steyn           | Staatspräsident des Oranje-Freistaats                                                | 59    |       |
| 29. November | Frederick Merrill                 | US-amerikanischer Geologe                                                            | 55    |       |
| 29. November | August Schaeffer von Wienwald     | österreichischer Maler und Direktor des späteren Kunsthistorischen Hofmuseums        | 83    |       |
| 29. November | John Tebbutt                      | australischer Astronom                                                               | 82    |       |
| 30. November | Augusto Epifânio da Silva Dias    | portugiesischer Altphilologe, Romanist und Grammatiker                               | 75    |       |
| 30. November | John T. Hunt                      | US-amerikanischer Politiker                                                          | 56    |       |
| 30. November | Friedrich Lürßen                  | deutscher Schiffbauer und Werftbesitzer                                              | 65    |       |
| 30. November | Dorrit Weixler                    | deutsche Schauspielerin der Stummfilmzeit                                            | 27    |       |

## Dezember
| Tag          | Name                                    | Beruf, bekannt als | Alter | Beleg |
| ------------ | --------------------------------------- | --- | ----- | ----- |
| 1. Dezember  | Charles de Foucauld                     | französischer Priestermönch, Eremit, Ordensgründer und Märtyrer                                                       | 58    |       |
| 1. Dezember  | Walther Hempel                          | deutscher Chemiker, Mitbegründer der technischen Gasanalyse                                                           | 65    |       |
| 1. Dezember  | Anton Seder                             | Kunstprofessor und Direktor der Kunsthandwerkerschule in Straßburg                                                    | 66    |       |
| 1. Dezember  | Lajos Thallóczy                         | österreichisch-ungarischer Historiker und Politiker                                                                   | 58    |       |
| 2. Dezember  | Emanuel Hüller                          | tschechischer Blasinstrumenten-Hersteller                                                                             | 73    |       |
| 2. Dezember  | Charles Pomeroy Parker                  | US-amerikanischer Klassischer Philologe                                                                               | 64    |       |
| 2. Dezember  | Francesco Paolo Tosti                   | italienischer Sänger, Pianist und Komponist                                                                           | 70    |       |
| 2. Dezember  | José Veríssimo                          | brasilianischer Schriftsteller, Journalist und Literaturkritiker                                                      | 59    |       |
| 3. Dezember  | Victor Occellier                        | amerikanisch-kanadischer Sänger (Bariton)                                                                             |       |       |
| 4. Dezember  | Preston Lea                             | US-amerikanischer Politiker                                                                                           | 75    |       |
| 4. Dezember  | George Moyers                           | Oberbürgermeister von Dublin                                                                                          |       |       |
| 4. Dezember  | Alfred von Struve                       | russischer Chemiker, Bergingenieur und Geologe deutsch-baltischer Abstammung                                          | 71    |       |
| 5. Dezember  | Augusta Karoline von Cambridge          | britische Prinzessin, Großherzogin von Mecklenburg-Strelitz                                                           | 94    |       |
| 5. Dezember  | Octave Houdas                           | französischer Arabist                                                                                                 | 76    |       |
| 5. Dezember  | Hans Richter                            | österreichisch-ungarischer Dirigent                                                                                   | 73    |       |
| 5. Dezember  | Gustav Sack                             | deutscher Schriftsteller, Lyriker und Dramatiker                                                                      | 31    |       |
| 6. Dezember  | Max Clarus                              | deutscher Kapellmeister und Komponist                                                                                 | 64    |       |
| 6. Dezember  | Friedrich Ernst Dorn                    | deutscher Physiker | 68    |       |
| 6. Dezember  | Eugen Dücker                            | deutsch-estnischer Maler                                                                                              | 75    |       |
| 6. Dezember  | Signe Hornborg                          | wahrscheinlich erste akkreditierte Architektin der Welt                                                               | 54    |       |
| 6. Dezember  | Otto Kretschmer (Ingenieur)             | deutscher Ingenieur und Hochschullehrer                                                                               | 67    |       |
| 7. Dezember  | Ernst Spindler                          | deutscher Architekt                                                                                                   | 62    |       |
| 7. Dezember  | Samuel McIntire Taylor                  | US-amerikanischer Jurist und Politiker                                                                                | 60    |       |
| 8. Dezember  | Clemens Buscher                         | deutscher Bildhauer, Holzschnitzer und Hochschullehrer                                                                | 61    |       |
| 8. Dezember  | Germán Riesco Errázuriz                 | chilenischer Politiker                                                                                                | 62    |       |
| 8. Dezember  | Philipp Kohout                          | österreichischer katholischer Theologe (Neutestamentler)                                                              | 64    |       |
| 8. Dezember  | Samuel Joelah Tribble                   | US-amerikanischer Politiker                                                                                           | 47    |       |
| 9. Dezember  | Clara Ward, Princesse de Caraman-Chimay | US-amerikanisches Model in der Zeit der Belle Époque                                                                  | 43    |       |
| 9. Dezember  | Pál Gábor Engelmann                     | ungarischer Arbeiterführer                                                                                            |       |       |
| 9. Dezember  | Gotthold Klee                           | deutscher Literaturhistoriker                                                                                         | 66    |       |
| 9. Dezember  | Natsume Sōseki                          | japanischer Schriftsteller                                                                                            | 49    |       |
| 9. Dezember  | Théodule Ribot                          | französischer Psychologe und Philosoph                                                                                | 76    |       |
| 9. Dezember  | Ernst Walter Scherz                     | deutscher Verwaltungsbeamter                                                                                          | 55    |       |
| 9. Dezember  | Heinrich Schüle                         | deutscher Psychiater und langjähriger Direktor der Heil- und Pflegeanstalt Illenau                                    | 76    |       |
| 9. Dezember  | Alexander Vitzthum von Eckstädt         | deutscher Offizier | 70    |       |
| 10. Dezember | Georg Bruder                            | österreichischer geowissenschaftlich interessierter Mittelschullehrer                                                 | 60    |       |
| 10. Dezember | Bruno Dost                              | deutscher Mundartdichter des Erzgebirges                                                                              | 67    |       |
| 10. Dezember | Ōyama Iwao                              | japanischer Generalfeldmarschall                                                                                      | 74    |       |
| 10. Dezember | Clement Reid                            | britischer Paläobotaniker und Geologe                                                                                 | 63    |       |
| 10. Dezember | Heinrich Benedikt Sürder                | Bürgermeister von Schlebusch                                                                                          | 74    |       |
| 11. Dezember | Edmund Leser                            | deutscher Chirurg | 63    |       |
| 12. Dezember | Leo Anton Carl de Ball                  | deutscher Astronom | 63    |       |
| 12. Dezember | Emil Fromm                              | deutscher Komponist und Kirchenmusiker                                                                                | 81    |       |
| 12. Dezember | Hugo von Hoesch                         | deutscher Papierindustrieller                                                                                         | 66    |       |
| 12. Dezember | Ernst Kreidel                           | deutscher Verwaltungsbeamter                                                                                          | 53    |       |
| 12. Dezember | Albert Lacombe                          | französisch-kanadischer katholischer Missionar                                                                        | 89    |       |
| 12. Dezember | Antonin Mercié                          | französischer Bildhauer, Medailleur und Maler                                                                         | 71    |       |
| 12. Dezember | Karl Rügemer                            | Herausgeber, Redakteur, Studentenhistoriker                                                                           | 60    |       |
| 13. Dezember | Johann Degen                            | Bildhauer | 67    |       |
| 13. Dezember | Carl Salemann                           | russischer Iranist | 66    |       |
| 14. Dezember | Norbert von Hellingrath                 | deutscher Germanist                                                                                                   | 28    |       |
| 14. Dezember | Waldemar Rösler                         | deutscher Landschaftsmaler                                                                                            | 34    |       |
| 15. Dezember | Þórhallur Bjarnason                     | isländischer Bischof                                                                                                  | 61    |       |
| 15. Dezember | Wilhelm Merton                          | Gründer der Metallgesellschaft in Frankfurt am Main                                                                   | 68    |       |
| 15. Dezember | Helena Patursson                        | färöische Schriftstellerin und Frauenrechtlerin                                                                       | 52    |       |
| 16. Dezember | Max von Fabeck                          | preußischer General der Infanterie und Oberbefehlshaber der 8. Armee                                                  | 62    |       |
| 16. Dezember | George Frans Haspels                    | niederländischer Prediger und Schriftsteller                                                                          | 52    |       |
| 16. Dezember | Honorat Koźmiński                       | polnischer Kapuziner und Theologe                                                                                     | 87    |       |
| 16. Dezember | Hugo Münsterberg                        | deutsch-amerikanischer Psychologe                                                                                     | 53    |       |
| 16. Dezember | Edward Pierson Ramsay                   | australischer Zoologe                                                                                                 | 74    |       |
| 16. Dezember | Karl Speck                              | deutscher Mediziner                                                                                                   | 88    |       |
| 17. Dezember | Hyacinthe-Marie Cormier                 | französischer Ordenspriester, Generalmagister der Dominikaner                                                         | 84    |       |
| 18. Dezember | Marie Altona                            | deutsche Opernsängerin (Sopran) und Gesangspädagogin                                                                  | 48    |       |
| 18. Dezember | George W. Cook                          | US-amerikanischer Politiker                                                                                           | 65    |       |
| 19. Dezember | Alois Beer                              | österreichischer Fotograf                                                                                             | 76    |       |
| 19. Dezember | Guido Henckel von Donnersmarck          | schlesischer Industrieller                                                                                            | 86    |       |
| 19. Dezember | Otto Krafft                             | deutscher Bauingenieur und kommunaler Baubeamter (Stadtbaurat in Hamm)                                                | 37    |       |
| 19. Dezember | John R. Thayer                          | US-amerikanischer Politiker                                                                                           | 71    |       |
| 19. Dezember | Thibaw Min                              | König in Birma | 57    |       |
| 19. Dezember | Carl Wilhelm von Zehender               | deutscher Hochschullehrer, Professor für Augenheilkunde                                                               | 97    |       |
| 20. Dezember | Adolf von Donndorf                      | deutscher Bildhauer                                                                                                   | 81    |       |
| 20. Dezember | Clarke C. Fitts                         | US-amerikanischer Jurist und Politiker                                                                                | 46    |       |
| 20. Dezember | Emil Frey                               | Schweizer Politiker                                                                                                   | 55    |       |
| 20. Dezember | Mathias Kaltenegger                     | österreichischer Politiker                                                                                            | 71    |       |
| 20. Dezember | William Wallace Gilchrist senior        | US-amerikanischer Komponist                                                                                           | 70    |       |
| 20. Dezember | Josef Habbel                            | katholischer Publizist und Verleger                                                                                   | 70    |       |
| 20. Dezember | Carl Leisewitz                          | deutscher Agrarwissenschaftler                                                                                        | 84    |       |
| 20. Dezember | Ernst Noelle                            | deutscher Unternehmer                                                                                                 | 62    |       |
| 20. Dezember | Ödön Rádl                               | ungarischer Jurist und Schriftsteller                                                                                 | 60    |       |
| 20. Dezember | Henry Wallis                            | britischer Maler | 86    |       |
| 21. Dezember | Ernst Traugott Fritzsche                | deutscher Kaufmann | 65    |       |
| 21. Dezember | Raymond Lis                             | französischer Turner                                                                                                  | 28    |       |
| 21. Dezember | Anthony Michalek                        | US-amerikanischer Politiker                                                                                           | 38    |       |
| 21. Dezember | Daniel Oliver                           | englischer Botaniker                                                                                                  | 86    |       |
| 21. Dezember | Carl Pelman                             | deutscher Psychiater                                                                                                  | 78    |       |
| 21. Dezember | Edmund Schmidt                          | deutscher Benediktiner, Begründer der modernen textkritischen Erforschung der Benediktusregel                         | 72    |       |
| 21. Dezember | Robert Patterson Clark Wilson           | US-amerikanischer Politiker                                                                                           | 82    |       |
| 22. Dezember | Karl Adam                               | niederdeutscher Autor                                                                                                 | 67    |       |
| 22. Dezember | Otto Fischer                            | deutscher Physiologe und Physiker                                                                                     | 55    |       |
| 22. Dezember | Bernhard von Jagow                      | Gutsbesitzer und preußischer Politiker                                                                                | 76    |       |
| 23. Dezember | Heinrich Ernst                          | Schweizer Architekt und Baumeister                                                                                    | 70    |       |
| 23. Dezember | Alexander Graves                        | US-amerikanischer Politiker                                                                                           | 72    |       |
| 23. Dezember | Adolph von Pressentin                   | deutscher Politiker, Beamter und Jurist                                                                               | 71    |       |
| 24. Dezember | Diedrich Fimmen                         | deutscher Klassischer Archäologe                                                                                      | 30    |       |
| 24. Dezember | William Henry Fremantle                 | britischer Geistlicher und Dekan von Ripon                                                                            | 85    |       |
| 24. Dezember | John O. Pendleton                       | US-amerikanischer Politiker                                                                                           | 65    |       |
| 25. Dezember | Solko van den Bergh                     | niederländischer Sportschütze                                                                                         | 62    |       |
| 25. Dezember | Albert Chmielowski                      | polnischer Ordensgründer und Heiliger                                                                                 | 71    |       |
| 25. Dezember | Wilhelmine von Hillern                  | bayrische Schriftstellerin                                                                                            | 80    |       |
| 25. Dezember | Valentin Rose                           | deutscher Bibliothekar und Klassischer Philologe                                                                      | 87    |       |
| 26. Dezember | Václav Dobruský                         | tschechischer Archäologe, tätig in Bulgarien                                                                          | 58    |       |
| 26. Dezember | Adolfo Mújica y Sáyago                  | mexikanischer Botschafter                                                                                             | 56    |       |
| 26. Dezember | Frank Penn                              | englischer Cricketspieler                                                                                             | 65    |       |
| 26. Dezember | Janis Rozentāls                         | lettischer Maler | 50    |       |
| 26. Dezember | Bernhard Scholz                         | deutscher Dirigent, Komponist und Musikpädagoge                                                                       | 81    |       |
| 27. Dezember | Nikolai Feopemptowitsch Solowjow        | russischer Komponist, Musikpädagoge und -kritiker                                                                     | 70    |       |
| 27. Dezember | John M. Hamilton                        | US-amerikanischer Politiker                                                                                           | 61    |       |
| 27. Dezember | Elizabeth Malleson                      | englisch-britische Lehrerin und Aktivistin für die Frauenbildung, das Frauenwahlrecht und die ländliche Krankenpflege | 88    |       |
| 27. Dezember | Konrad Menet                            | Schweizer Geschäftsmann                                                                                               | 80    |       |
| 27. Dezember | Hugo Süchting                           | deutscher Schachspieler                                                                                               | 42    |       |
| 28. Dezember | Tarleton Hoffman Bean                   | US-amerikanischer Ichthyologe                                                                                         | 70    |       |
| 28. Dezember | Carl Hintze                             | deutscher Mineraloge und Kristallograph                                                                               | 65    |       |
| 28. Dezember | Emil Moser                              | österreichischer Maler                                                                                                | 90    |       |
| 28. Dezember | Eduard Strauß                           | österreichischer Komponist und Kapellmeister                                                                          | 81    |       |
| 29. Dezember | Thomas Chase-Casgrain                   | kanadischer Politiker und Professor                                                                                   | 64    |       |
| 29. Dezember | Hermann Wunderlich                      | deutscher Germanist und Bibliothekar                                                                                  | 58    |       |
| 30. Dezember | Heinrich Ludwig Boerner                 | Pädagoge | 70    |       |
| 30. Dezember | Cláudia de Campos                       | portugiesische Dichterin und Feministin                                                                               | 57    |       |
| 30. Dezember | Alfred Ernst                            | deutsch-US-amerikanischer Dirigent, Komponist und Pianist                                                             | 48    |       |
| 30. Dezember | Gerhard Lucas Meyer                     | deutscher Montanindustrieller                                                                                         | 86    |       |
| 30. Dezember | Grigori Jefimowitsch Rasputin           | russischer Geistlicher und Wanderprophet                                                                              | 47    |       |
| 31. Dezember | Kazimierz Alchimowicz                   | polnischer Maler | 76    |       |
| 31. Dezember | Ladislav František Čelakovský           | tschechischer Botaniker                                                                                               | 52    |       |
| 31. Dezember | Kurt von der Heyden-Rynsch              | deutscher Verwaltungsbeamter                                                                                          | 49    |       |
| 31. Dezember | Artur Pappenheim                        | deutscher Haematologe                                                                                                 | 46    |       |
| 31. Dezember | Ernst Rudorff                           | deutscher Komponist, Musikpädagoge und Naturschützer                                                                  | 76    |       |
| 31. Dezember | René Schützenberger                     | französischer Maler                                                                                                   | 56    |       |
| 31. Dezember | Adolf Strack                            | deutscher Kaufmann und Politiker, MdHB, Senator                                                                       | 67    |       |
|              | Higaonna Kanryō                         | japanischer Karateka und Begründer des Karatestiles Shōrei-ryū                                                        | 63    |       |